# 유대 기독교인
유대 기독교인(Jewish Christians, Judeo-Christians), 또는 히브리 기독교인(Hebrew Christians)은 유대인의 민족 정체성을 지키면서 기독교를 믿는 유대인을 이르는 말이다. 초기의 기독교 공동체는 예수를 성인이나 메시아로 받아들인 유대인들로만 이루어졌었고 유대의 안식일, 율법, 달력, 관습, 할례, 회당 (시나고그)에서의 예배 등을 지켰다. 하지만 수 세기가 지나고 비유대인 기독교도들이 기독교인의 대부분을 차지하게 되면서 기독교를 믿는 유대인들은 점차 사라져갔다. 오늘날에는 로마 가톨릭, 개신교, 성공회 등 주요 기독교 교파에 속한 유대인 신도들과 유대교의 관습을 지키면서 예수를 메시아로 인정하는 메시아닉 유대인으로 나뉘어 있다.

## 같이 보기
- 반시온주의
- 유대교와 기독교
- 중동의 기독교
- 옛 언약의 기독교적 관점
- 기독교 시온주의
- 재림주의
- 성서비평학
- 기독교에 대한 비판
- 세대주의
- 헬레니즘 유대교
- 역사적 성경해석
- 로마 가톨릭교회의 역사
- 기독교의 역사
- 유대교
- 탈무드 속 예수
- 예수주의
- 유대주의자
- 유대-기독교
- 신약 속 예수의 삶
- 메시아 유대교
- 나사렛파
- 책의 사람들
- 예수의 종교적 관점
- 안식일 엄수주의
- 기독교 연표